# Biblioteka Ossus

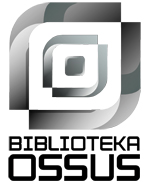
Logo Biblioteki Ossus

Biblioteka Ossus – internetowa encyklopedia Gwiezdnych wojen w Polsce, oparta na systemie Wiki. Została uruchomiona 11 sierpnia 2006. Jest całkowicie niezależna od serwisu Wikia. Jest największą polską encyklopedią Gwiezdnych wojen i obecnie posiada 25 527 haseł, plasując się na drugim miejscu wśród samodzielnych i na szóstym miejscu wśród wszystkich internetowych encyklopedii Gwiezdnych wojen na świecie. Współpracuje także z innymi, polskimi stronami internetowymi oraz organizacjami inspirowanymi Gwiezdnymi wojnami.
Biblioteka Ossus ma w swoich zbiorach zarówno hasła związane z filmami z serii Gwiezdne wojny, jak i informacje pochodzące z książek, komiksów, gier oraz innych oficjalnych źródeł.
Prowadzi też słownik mający na celu ujednolicenie polskich nazw w oficjalnych publikacjach ze świata Gwiezdnych wojen i nieść pomoc tłumaczom, którzy przekładają teksty związane z Gwiezdnymi wojnami z języka angielskiego.

## Historia
Projekt Biblioteki Ossus zrodził się w październiku 2005 w wyniku współpracy redaktorów dwóch polskich serwisów o Gwiezdnych wojnach – Bastionu Polskich Fanów Star Wars i Imperial City Online. W marcu roku następnego uruchomiono wersję testową serwisu. Projekt był początkowo tajny. Założyciele postanowili, że z dniem otwarcia Biblioteka Ossus powinna posiadać już wypracowane zasady oraz mechanizmy dotyczące tego jak pisać hasła, zasady poprawnej pisowni etc. Oprócz tego wprowadzili do bazy około 600 haseł. Biblioteka Ossus ruszyła oficjalnie 11 sierpnia 2006 na konwencie CorusCon.
Obecnie Biblioteka Ossus cały czas rozwija się. Jest największą internetową encyklopedią Gwiezdnych wojen w Polsce. Nowe hasła są dodawane zarówno przez indywidualnych archiwistów, jak i współpracujące organizacje. Od 1 stycznia do 27 czerwca 2020 dodano 576 haseł.

## Pochodzenie nazwy
Nazwa encyklopedii pochodzi od fikcyjnej Wielkiej Biblioteki Jedi, która w świecie Gwiezdnych wojen znajdowała się na planecie Ossus i która posiadała zasoby informacji, gromadzone wiekami przez rycerzy Jedi.

## Społeczność
Wszyscy użytkownicy Biblioteki Ossus określani są mianem Archiwistów. Encyklopedia jest zarządzana przez grono administratorów, zwanych Strażnikami Biblioteki. Ze względu na liczne wandalizmy, edycja w Bibliotece Ossus jest ograniczona do zarejestrowanych użytkowników.

## Zainteresowanie serwisem
Według serwisu Google Trends zainteresowanie stroną rosło, zwłaszcza od początku 2007 roku, aby we wrześniu 2009 osiągnąć swój pierwszy szczyt (ok. 90 zapytań dziennie), po czym zaczęło łagodnie opadać (na poziomie ok. 30 zapytań dziennie), następnie w grudniu 2015 znowu osiągnęło następny, jeszcze wyższy pik (ok. 100 zapytań dziennie, prawdopodobnie związany z dużym zainteresowaniem nową siódmą odsłoną serii filmów Gwiezdne wojny, pt. Gwiezdne wojny: Przebudzenie Mocy), po czym powróciło do swego średniego poziomu, powyżej 30 zapytań dziennie. Zapytania w całości pochodziły z Polski (100).
Biblioteka Ossus zgromadziła także ponad 13 556 fanów w serwisie społecznościowym Facebook i ponad 85 400 subskrybentów na YouTube.